# 本島純政
本島 純政（もとじま じゅんせい、2005年〈平成17年〉1月5日 - ）は、日本の俳優。東京都出身。アミューズ所属。

## 略歴
2022年2月、『今日、好きになりました。卒業編2022』に出演。
2023年3月、アミューズに所属。同年9月、テレビ朝日系列で放送の特撮ドラマ『仮面ライダーガッチャード』で、主人公の一ノ瀬宝太郎 / 仮面ライダーガッチャード役を演じ、テレビドラマ初主演。

## 人物
- 趣味はギター演奏、映画鑑賞、ドラマ鑑賞。特技はギター演奏[1]。
- 好きな映画は『007』シリーズで、『007/カジノ・ロワイヤル』が中でも一番好きであるという[2]。好きなアニメは『呪術廻戦』『東京リベンジャーズ』、『ONE PIECE』[2]。
- 目標にしている俳優は鈴木亮平と吉沢亮[2]。
- 好きな仮面ライダーシリーズは『仮面ライダーオーズ/OOO』。
- 映画好きな両親の影響で、幼少期から映画を見るようになり、高校生の時に自分の進路を考える時期に「俳優以外は考えられない」と思い、俳優になろうと思ったという[2]。

## 出演

### テレビドラマ
- 3年VR組（2023年3月27日、関西テレビ） - 生徒 役
- ハヤブサ消防団 第1話（2023年7月13日、テレビ朝日） - 本島信一 役
- 4月の東京は… 第5話、第7話（2023年7月13日 - 7月27日、毎日放送） - 17歳の八神龍之介 役
- 仮面ライダーシリーズ（テレビ朝日）
  - 仮面ライダーギーツ 最終話（2023年8月27日） - 一ノ瀬宝太郎 役[8]
  - 仮面ライダーガッチャード（2023年9月3日 - 2024年8月25日、テレビ朝日） - 主演・一ノ瀬宝太郎 / 仮面ライダーガッチャード 役[6][7][5]
- 未成年〜未熟な俺たちは不器用に進行中〜（2024年11月4日 - 2025年1月6日、読売テレビ） - 主演・水無瀬仁 役（上村謙信とダブル主演）[9]

### 映画
- 仮面ライダーシリーズ（東映）
  - 映画 仮面ライダーギーツ 4人のエースと黒狐（2023年7月28日） - 仮面ライダーガッチャードの声
  - 仮面ライダー THE WINTER MOVIE ガッチャード&ギーツ 最強ケミー★ガッチャ大作戦（2023年12月22日） - 主演・一ノ瀬宝太郎 / 仮面ライダーガッチャード 役（簡秀吉とのダブル主演）[10]
  - 仮面ライダーガッチャード ザ・フューチャー・デイブレイク（2024年7月26日） - 主演・一ノ瀬宝太郎 / 仮面ライダーガッチャード 役[11]
- ナンバーワン戦隊ゴジュウジャー 復活のテガソード（2025年7月25日、東映） - 純太 役[12]

### ウェブドラマ
- クロちゃんずラブ〜やっぱり、愛だしん〜 第1話（2023年3月22日、Paravi） - 藤森孝太郎 役
- 仮面ライダーシリーズ
  - 仮面ライダーガッチャード VS 仮面ライダーレジェンド（2023年11月5日・26日、YouTube） - 一ノ瀬宝太郎 / 仮面ライダーガッチャード 役[13]
  - 仮面ライダーガッチャード ver. ロミオとジュリエット【完全版】（2024年4月14日、東映特撮ファンクラブ） - 主演・一ノ瀬宝太郎 / ロミオ 役[14]
- 他人未満-親愛なる疎ましい貴方-（2025年4月14日、UniReel）- 主演・神崎風斗 役（平川結月とダブル主演）[15]

### オリジナルビデオ
- 仮面ライダーシリーズ
  - てれびくん超バトルDVD 仮面ライダーガッチャード どうする!? 宝太郎とりんねがいれかわっちゃった!!（2023年12月） - 一ノ瀬宝太郎 / 仮面ライダーガッチャード 役[16]
  - 我ら3年G組（2024年4月10日・8月7日） - 主演・一ノ瀬宝太郎 / 学級委員長 役[17]
  - 仮面ライダーガッチャード GRADUATIONS（2025年6月11日、東映ビデオ） - 一ノ瀬宝太郎 / 仮面ライダーガッチャード 役

### ウェブアニメ
- ガッチャードショートアニメ ガッチャニメ 富良洲高校七不思議をガッチャせよ!（2024年4月28日 - 東映特撮ファンクラブ） - 主演・一ノ瀬宝太郎 役[18]

### CM
- サントリー「大人じゃん・ここからだね04」篇（2023年）
- パナソニック「ファーストマルチシェーバー」（2023年）
- 東洋水産「赤いきつね緑のたぬき」x「仮面ライダー THE WINTER MOVE ガッチャード＆ギーツ 最強ケミー★ガッチャ大作戦」（2023年）
- 大塚製薬「オロナミンC」（2024年）

### ウェブ番組
- 今日、好きになりました。卒業編2022（2022年2月21日 - 3月28日、AbemaTV）

### ゲーム
- 仮面ライダーバトル ガンバレジェンズ（2023年） - 仮面ライダーガッチャード 役

### 玩具
- 仮面ライダーガッチャード DXケミースマホーン（2023年10月21日、玩具ボイス）
- 仮面ライダーガッチャード DXテンライナー（2024年2月24日、玩具ボイス）
- 仮面ライダーガッチャード DXケミーニジゴン（2024年6月15日、玩具ボイス）

## 書籍

### 写真集
- 本島純政 1st写真集『純』（2024年11月8日、ワニブックス）[19]ISBN 978-4-8470-8580-2

## ディスコグラフィ

### キャラクターソング
| 発売日       | 商品名                             | 歌                       | 楽曲                          | 備考                                               |
| ------------ | ---------------------------------- | ------------------------ | ----------------------------- | -------------------------------------------------- |
| 2024年9月4日 | 仮面ライダーガッチャード SONG BEST | キッチンいちのせ連合     | 「ガッチャ！レッツゴー！」    | 特撮テレビドラマ『仮面ライダーガッチャード』関連曲 |
| 2024年9月4日 | 仮面ライダーガッチャード SONG BEST | 一ノ瀬宝太郎（本島純政） | 「Dream Hoper」               | 特撮テレビドラマ『仮面ライダーガッチャード』関連曲 |
| 2024年9月4日 | 仮面ライダーガッチャード SONG BEST | ガッチャオールスターズ   | 「CHEMY×STORY Gotca Version」 | 特撮テレビドラマ『仮面ライダーガッチャード』関連曲 |

### ユニットメンバー
1. ↑  本島純政、松本麗世、安倍乙、富園力也
2. ↑  本島純政、松本麗世、藤林泰也、安倍乙、富園力也、宮原華音、坂巻有紗、熊木陸斗、加部亜門、福田沙紀